# 威利吉普車
威利吉普車（Willys MB），是指在第二次世界大戰時一种具备非常成功的越野能力的轻型军用通用车辆。
此種車分別由威利汽車廠和福特汽車廠生產，而由福特生產的被稱為福特GPW，此種車又名為1/4噸4x4貨車並由此發展出名為吉普車的軍用車輛，其名稱「吉普」由「多用途」（general-purpose）一詞的英文簡寫GP的音變JEEP音譯而來，吉普車已成為美國的代表性汽車以至美軍能打勝德日軸心國的關鍵。

## 基本資料
- 乘員:4人(一名司機+3名乘客)
- 車長:3.33公尺
- 車闊:1.58公尺
- 車高:1.32公尺
- 重量:1,040公斤
- 最快速度:100公里/小時
- 發動機:54匹水冷式汽油發動機

### 搭載武裝
- M2白朗寧重機槍
- 地雷
- 迫擊砲
- 手持式單兵武器(如M1步槍、輕機槍等)

## 研發簡史和設計簡史
1939年第二次世界大戰的歐戰爆發，德軍在歐洲進行機械化的閃電戰，美國軍方也開始發展自己的軍用車輛，1940年美國軍方向全美135家汽車廠招標，期望可發展出一種多用途的軍用車輛，最後首先由班塔汽車廠交出其BRC-40吉普車，但班塔卻無大量生產的能力，於是其設計分別交給威利和福特，威利的被稱為威利MA而福特的叫福特GP，威利又對其作出改良而成為吉普車最終的設計，此謂威利MB吉普車。
威利MB吉普車的設計為一種簡單的開篷車，其車頂是帆布而且並無車門，其發動機會通過前後的傳動軸分別把動力傳給前後輪，因此是種有著良好越野機動性的四輪驅動車輛，福特汽車廠也用其發展成為福特GPA兩棲吉普車。

## 實戰
在二戰期間尤其當珍珠港事變而令美國參戰後，大批吉普車隨著美軍參戰並發揮其多用途功能，吉普車如同其GP的稱呼是多用途，除了能拉動火炮，還能作為偵察、傳令、參謀聯絡用車甚至救護車等，吉普車也能加上機槍和無座力炮而成為流動火力平台，二戰時甚至有指揮官用其平整的車頭蓋作為桌子把地圖等放在其上，除了美軍自用外還軍援英軍、自由法軍、蘇軍和國軍，而由於吉普車可用C-46運輸機空運，在抗戰期間有6984輛吉普車經駝峰航線運抵中國大後方，因此不論在歐洲城市、北非沙漠、太平洋小島甚至中國村鎮都可以見到吉普車。

## 使用國家（二戰時期）
- 美国
- 英国
- 法國
- 苏联
- 中華民國

## 流行文化
由於吉普車簡直無處不在，所以，在幾乎所有有關二次大戰的電影和電視劇都有吉普車出場，而由於二戰後美軍進駐日本而令在1946年推出的「新東京歌」也有「打從那邊經過的不就是吉普車嗎！」的歌詞，在變形金剛當中博派「獵犬」（中國大陸譯為「探長」）也是變形成一輛吉普車，而在電腦遊戲當中也有吉普車出場，例如:
- 戰地風雲1942
- 極限競速 地平線4
- 戰地風雲5

其中因為，極限競速 地平線系列其強調的地圖自由探索性，遂將包含此車在內等大量越野車收錄於遊戲當中，於該系列第五代作品因為其車輛隱藏獎勵豐厚而造成大量的購買潮。

## 圖片

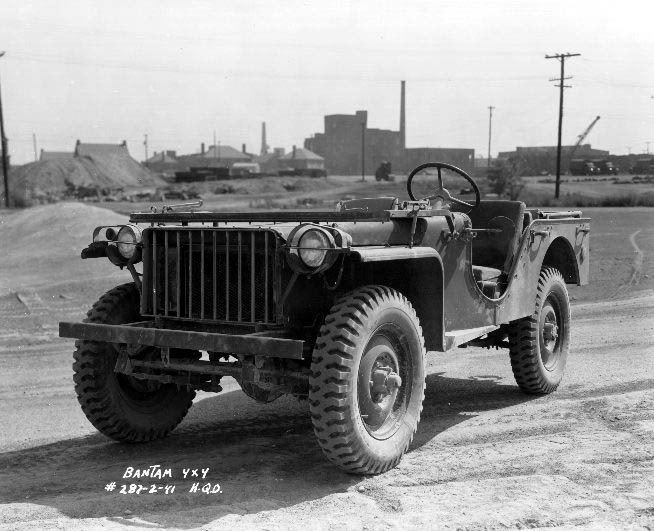
班塔BRC-40/威利MA/福特GP吉普車
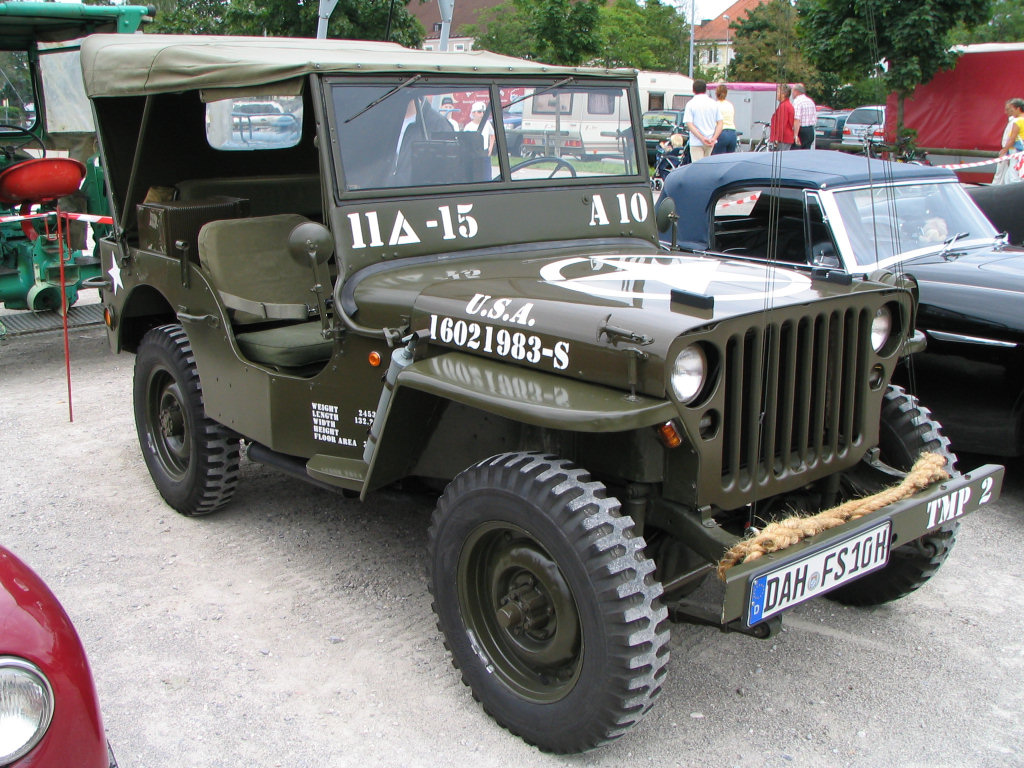
拉起帆布篷頂的威利吉普車
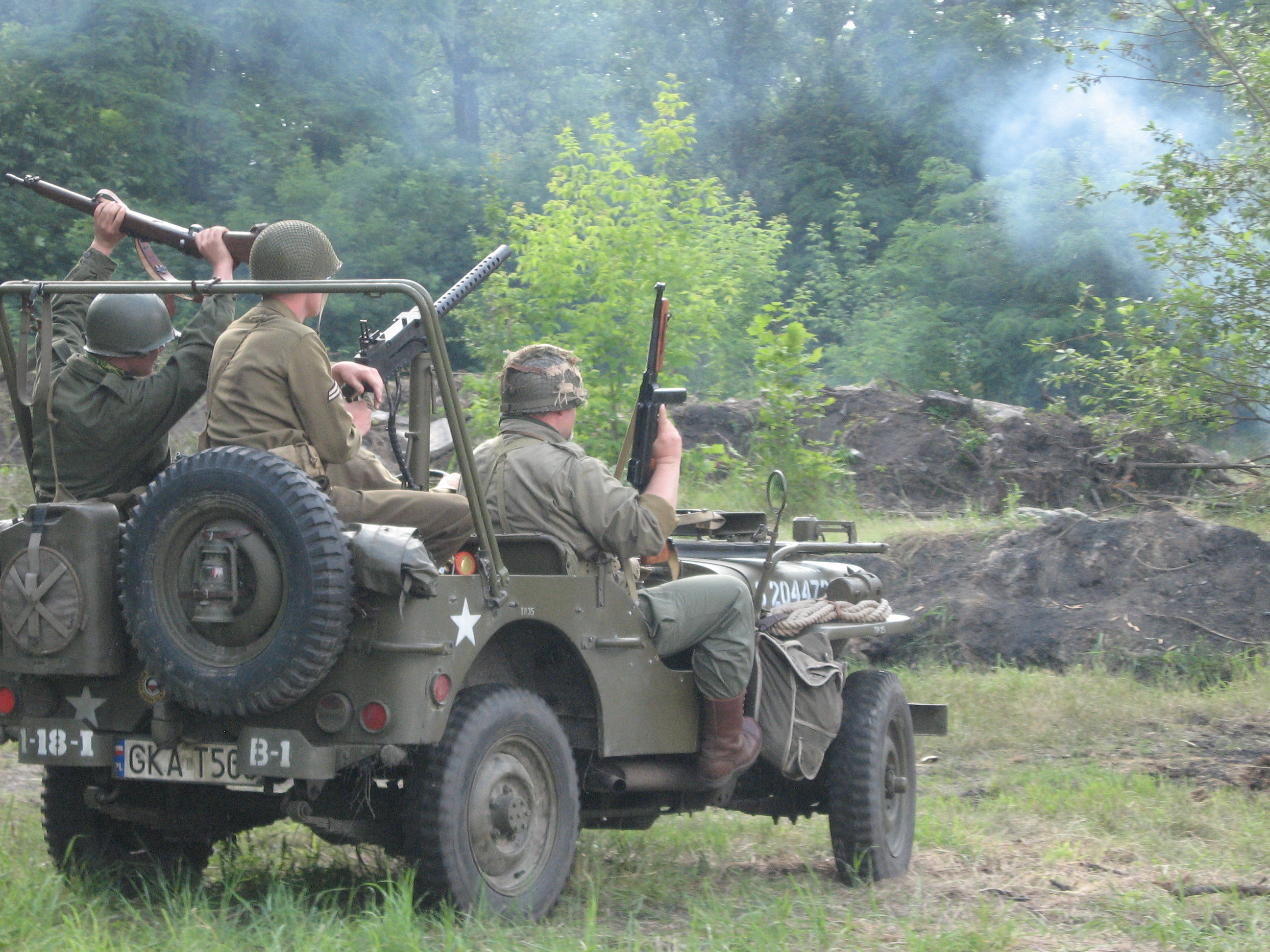
架上M1919機槍後，吉普車就可以成為流動機槍火力平台
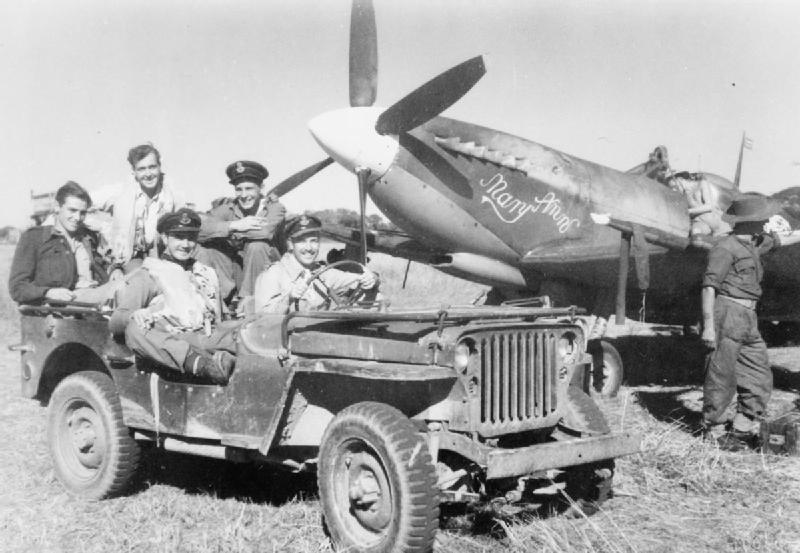
中緬印戰區的英軍和威利吉普車